# جيمس كراوز (لاعب كرة قدم)
جيمس كراوز (بالإنجليزية: James Krause)‏ هو لاعب كرة قدم بريطاني، ولد في 9 يناير 1987 في بوري سانت ادموندز في المملكة المتحدة. شارك مع منتخب إنجلترا تحت 17 سنة لكرة القدم. أما مع النوادي، فقد لعب مع إيبسويتش تاون وروشدين ودايموندز ونادي كارلايل يونايتد ونادي كامبريدج ستي ونادي كرولي تاون.

## وصلات خارجية
- جيمس كراوز على موقع قاعدة بيانات كرة القدم.إي يو (الإنجليزية)
- جيمس كراوز على موقع Soccerbase.com (لاعب) (الإنجليزية)